# Tlacotepec de José Manzo
Tlacotepec de José Manzo är en ort i Mexiko.   Den ligger i kommunen San Salvador el Verde och delstaten Puebla, i den sydöstra delen av landet, 70 km öster om huvudstaden Mexico City. Tlacotepec de José Manzo ligger 2 340 meter över havet och antalet invånare är 2 403.
Terrängen runt Tlacotepec de José Manzo är kuperad åt nordväst, men åt sydost är den platt. Runt Tlacotepec de José Manzo är det tätbefolkat, med 511 invånare per kvadratkilometer. Närmaste större samhälle är San Martin Texmelucan de Labastida, 5,0 km öster om Tlacotepec de José Manzo. Omgivningarna runt Tlacotepec de José Manzo är en mosaik av jordbruksmark och naturlig växtlighet.